# 茹克叶·穆罕默德
茹克叶·穆罕默德（1952年—），维吾尔族，中华人民共和国政治人物、第十一届全国政协委员。
担任中国地质大学（北京）外语系主任。2008年，当选第十一届全国政协委员，代表教育界，分入第四十二组。并担任民族和宗教委员会专委。